# Erlaufsee
L'Erlaufsee (aussi appelé comme autrefois "Erlafsee") est un lac de montagne, au pied de la Gemeindealpe, près de la commune de Mitterbach am Erlaufsee.

## Géographie
La frontière entre la Basse-Autriche et la Styrie passe dans le lac. Il se situe le long de la route entre Mariazell et Lunz am See.
Il dispose d'une plage naturelle sur la rive sud faite de galet.
Le lac contient un grand nombre de poissons : brochet, omble, Rotengle, truite saumonée, truite arc-en-ciel... La végétation est clairsemée, le fond est principalement composé de boue et de loam.
La rivière Erlauf passe à travers le lac. À 4,5 km en amont se trouve l'Erlaufstausee.

## Activités
L'Erlaufsee est un lac réputé pour la plongée car il a une eau claire et un beau paysage. Avec le Lac Neufelder (de), il est le plus fréquenté par les amateurs de Vienne, à une ou deux heures de route de la capitale. La zone de plongée ne s'étend que sur une petite partie de la rive ouest indiquée par deux panneaux. La plongée dans le lac est soumise aux règles de la plongée en altitude. Les plongées de nuit et sous la glace sont soumises à l'autorisation de l'Österreichische Bundesforste (de).

## Culture
En septembre 1817, Franz Schubert met en musique (D 586, op. 8, Nr. 3) le poème Erlafsee de son ami le poète Johann Mayrhofer. C'est le premier poème qui inspire Schubert. Le poème est composé de 36 vers, le compositeur n'utilise que les quatorze premiers.